# Lani Minella
Lani Minella (San Diego, 28 luglio 1950) è una doppiatrice e direttrice del doppiaggio statunitense,specializzata nel doppiaggio videoludico.

## Biografia
Ha discendenza italiana dalla parte paterna. 
Dopo gli studi ha avuto una breve carriera come conduttrice radiofonica prima di dedicarsi al doppiaggio, debuttando nel film FernGully - Le avventure di Zak e Crysta.
Nel 1992 ha fondato lo studio di doppiaggio AudioGodz, di cui è anche presidente .

## Doppiaggio

### Animazione
- Voci aggiuntive in FernGully - Le avventure di Zak e Crysta
- Maja Jingu in Burn-Up Excess
- Ragazzo, Anziana in I Rugrats da grandi
- Dolce Saito, Chacha in Geneshaft
- Sindaco in Justice League Unlimited
- Lorenzo in Motown Magic
- Ginger in Rex - Un cucciolo a palazzo

### Videogiochi
- Tutte le voci in Astal, Bubsy 3D
- Adria, Wirt in Diablo
- Slash Kamei, Nancy Neil, Jam Kuehnemund, Linda Maltinie, Mr. Dog in Snowboard Kids
- Wendy, Sonia, madre di Emilio in Psychic Force
- Alty Lazel, Midori Himeno, Ihadurca in Evil Zone
- Nancy Drew nei videogiochi omonimi
- Void in Sonic Shuffle
- Annunciatrice del treno in Sonic Adventure
- Comandante Donna in Duke Nukem: Zero Hour
- Waffle & Panta in Tail Concerto
- Zanita Corbett, Pappagallo, Meg, Mitch & Tammy Jones in Twisted Metal 4
- Jane in Duke Nukem: Land of the Babes
- Annie Knowby & Grammy in Evil Dead: Hail to the King
- Ellen Ripley in Alien Resurrection
- Rouge the Bat in Sonic Adventure 2, Sonic Heroes, Sonic Battle
- Eriko Christy, Micheal Waters, Sexydoll & Cutie Mary in Illbleed
- Malah in Diablo II
- Kat in AirBlade
- Galadriel in Il Signore degli Anelli: La battaglia per la Terra di Mezzo 2
- Carla in Dr. Muto
- Stealth Elf in Skylanders: Spyro's Adventure, Skylanders: Giants
- Mia in Fire Emblem Heroes
- Leviathan in Subnautica
- Pesta in God of War
- Luke Triton, Emmy Altava, Flora Reinhold, Arianna Brade in Professor Layton
- Ivy Valentine in Soulcalibur III, Soulcalibur VI
- Vari personaggi in Hearthstone
- Lucas in Super Smash Bros.
- Pit in Super Smash Bros. Brawl
- Bowserotti in New Super Mario Bros. Wii, Super Smash Bros. for Nintendo 3DS e Wii U, Super Smash Bros. Ultimate
- Eva in Mass Effect 3
- Gloria in Remothered: Tormented Fathers
- Gerardine in MediEvil